# Istrian Spring Trophy 2009
L'Istrian Spring Trophy 2009, quarantanovesima edizione della corsa, valevole come prova del circuito UCI Europe Tour 2009 categoria 2.2, si svolse in tre tappe, precedute da un cronoprologo, dal 12 al 15 marzo 2009 per un percorso totale di 442,3 km, con partenza da Pisino ed arrivo ad Umago. Fu vinto dallo sloveno Mitja Mahorič del Radenska-Kd Financial Team, che si impose in 10 ore 43 minuti e 42 secondi alla media di 41,21 km/h.
Al traguardo di Umago 149 ciclisti conclusero la competizione.

## Tappe
| Tappa  | Data     | Percorso                 | km    | Vincitore di tappa  | Leader cl. generale |
| ------ | -------- | ------------------------ | ----- | ------------------- | ------------------- |
| prol.  | 12 marzo | Pisino (Cronometro ind.) | 1,3   | Dennis van Winden   | Dennis van Winden   |
| 1ª     | 13 marzo | Parenzo > Albona         | 150   | Marko Kump          | Marko Kump          |
| 2ª     | 14 marzo | Orsera > Montona         | 146   | Markus Eibegger     | Mitja Mahorič       |
| 3ª     | 15 marzo | Orsera > Umago           | 145   | Michaël Van Staeyen | Mitja Mahorič       |
| Totale | Totale   | Totale                   | 442,3 |                     |                     |

## Squadre partecipanti
| N.    | Cod. | Squadra                   |
| ----- | ---- | ------------------------- |
| 1-6   |      | Puris Kamen               |
| 7-12  |      | Team Isaac Torgau         |
| 13-18 | SUI  | Svizzera                  |
| 19-24 | LKT  | LKT Brandenburg           |
| 25-30 |      | Ked-Bianchi Team Berlin   |
| 31-36 | TSS  | Seven Stones              |
| 37-42 | SPV  | Sparebanken Vest-Ridley   |
| 43-48 | GLU  | Glud & Marstrand Horsens  |
| 49-54 | TST  | Tusnad Cycling Team       |
| 55-60 | TMH  | Heizomat-Mapei            |
| 61-66 | WIN  | CK Windoor's Pribram      |
| 67-72 | RB3  | Rabobank Continental Team |
| 73-78 | TMB  | Joker-Bianchi             |
| 79-84 |      | Brisot Cardin Bibanese    |
| 85-89 |      | Team Espoirs Robert Lange |

| N.      | Cod. | Squadra                        |
| ------- | ---- | ------------------------------ |
| 91-96   | TSP  | Nutrixxion-Sparkasse           |
| 97-102  | KCT  | Meridiana-Kalev Chocolate Team |
| 103-106 |      | Veloclub Ratisbona Regensburg  |
| 107-112 | MDR  | Motomat-Delo Revije            |
| 113-118 | RAR  | Radenska kd financial point    |
| 119-124 | ADR  | Adria Mobil                    |
| 125-130 | MOW  | Moscow Cycling Team            |
| 131-136 | SAK  | Sava                           |
| 137-142 | DUK  | Kemo-Dukla Trenčín             |
| 143-148 | LOB  | Loborika Favorit Team          |
| 149-153 | PER  | Perutnina Ptuj                 |
| 154-159 |      | Restore Cycling                |
| 160-165 | KTM  | KTM-Junkers                    |
| 166-171 | ELK  | ELK Haus                       |

## Dettagli delle tappe

### Prologo
- 12 marzo: Pisino – Cronometro individuale – 1,3 km

Risultati
| Pos. | Corridore         | Squadra        | Tempo |
| ---- | ----------------- | -------------- | ----- |
| 1    | Dennis van Winden | Rabobank Cont. | 1'30" |
| 2    | Marko Kump        | Adria Mobil    | a 2"  |
| 3    | Ralph Näf         | Svizzera       | s.t.  |

| Pos. | Corridore         | Squadra        | Tempo |
| ---- | ----------------- | -------------- | ----- |
| 1    | Dennis van Winden | Rabobank Cont. | 1'30" |
| 2    | Marko Kump        | Adria Mobil    | a 2"  |
| 3    | Ralph Näf         | Svizzera       | s.t.  |

### 1ª tappa
- 13 marzo: Parenzo > Albona – 150 km

Risultati
| Pos. | Corridore      | Squadra       | Tempo    |
| ---- | -------------- | ------------- | -------- |
| 1    | Marko Kump     | Adria Mobil   | 3h31'00" |
| 2    | Mitja Mahorič  | Radenska      | a 2"     |
| 3    | Martin Gründer | LKT-Brandenb. | a 5"     |

| Pos. | Corridore         | Squadra        | Tempo    |
| ---- | ----------------- | -------------- | -------- |
| 1    | Marko Kump        | Adria Mobil    | 3h32'22" |
| 2    | Mitja Mahorič     | Radenska       | a 14"    |
| 3    | Dennis van Winden | Rabobank Cont. | s.t.     |

### 2ª tappa
- 14 marzo: Orsera > Montona – 146 km

Risultati
| Pos. | Corridore       | Squadra         | Tempo    |
| ---- | --------------- | --------------- | -------- |
| 1    | Markus Eibegger | Elk Haus        | 3h38'01" |
| 2    | Oļegs Meļehs    | Meridiana-Kalev | a 5"     |
| 3    | Mitja Mahorič   | Radenska        | a 6"     |

| Pos. | Corridore       | Squadra        | Tempo    |
| ---- | --------------- | -------------- | -------- |
| 1    | Mitja Mahorič   | Radenska       | 7h10'34" |
| 2    | Michel Kreder   | Rabobank Cont. | a 21"    |
| 3    | Radoslav Rogina | Loborika       | a 26"    |

### 3ª tappa
- 15 marzo: Orsera > Umago – 145 km

Risultati
| Pos. | Corridore           | Squadra        | Tempo    |
| ---- | ------------------- | -------------- | -------- |
| 1    | Michaël Van Staeyen | Rabobank Cont. | 3h33'08" |
| 2    | Alexander Kristoff  | Joker-Bianchi  | s.t.     |
| 3    | Dennis van Winden   | Rabobank Cont. | s.t.     |

| Pos. | Corridore       | Squadra        | Tempo     |
| ---- | --------------- | -------------- | --------- |
| 1    | Mitja Mahorič   | Radenska       | 10h43'42" |
| 2    | Michel Kreder   | Rabobank Cont. | a 18"     |
| 3    | Radoslav Rogina | Loborika       | a 24"     |

## Classifiche finali

### Classifica generale
| Pos. | Corridore          | Squadra         | Tempo     |
| ---- | ------------------ | --------------- | --------- |
| 1    | Mitja Mahorič      | Radenska        | 10h43'42" |
| 2    | Michel Kreder      | Rabobank Cont.  | a 18"     |
| 3    | Radoslav Rogina    | Loborika        | a 24"     |
| 4    | Oļegs Meļehs       | Meridiana-Kalev | a 27"     |
| 5    | Robert Vrečer      | Adria Mobil     | a 28"     |
| 6    | Tejay van Garderen | Rabobank Cont.  | a 38"     |
| 7    | Frederik Wilmann   | Joker-Bianchi   | a 46"     |
| 8    | Dennis van Winden  | Rabobank Cont.  | s.t.      |
| 9    | Marko Kump         | Adria Mobil     | a 49"     |
| 10   | Hrvoje Miholjević  | Loborika        | s.t.      |

### Classifica scalatori
| Pos. | Corridore          | Squadra        | Punti |
| ---- | ------------------ | -------------- | ----- |
| 1    | Gašper Švab        | Sava           | 11    |
| 2    | Sergey Kolesnikov  | Moscow         | 6     |
| 3    | Tejay van Garderen | Rabobank Cont. | 4     |
| 4    | Håvard Nybø        | Sparebanken    | 3     |
| 5    | Sebastian Herrmann | Ratisbona      | 3     |

### Classifica sprint
| Pos. | Corridore       | Squadra        | Punti |
| ---- | --------------- | -------------- | ----- |
| 1    | Håvard Nybø     | Sparebanken    | 10    |
| 2    | Mitja Mahorič   | Radenska       | 8     |
| 3    | Vladimir Kerkez | Sava           | 8     |
| 4    | Michel Kreder   | Rabobank Cont. | 5     |
| 5    | Marko Kump      | Adria Mobil    | 5     |

### Classifica squadre
| Pos. | Squadra                    | Tempo     |
| ---- | -------------------------- | --------- |
| 1    | Rabobank Continental Team  | 32h12'54" |
| 2    | Radenska-Kd Financial Team | a 33"     |
| 3    | Joker-Bianchi              | a 1'02"   |
| 4    | Loborika Favorit Team      | a 1'35"   |
| 5    | Sava                       | a 1'36"   |